# Hammam Chott
Hammam Chott ou Hammam Chatt (arabe : حمام الشط) est une ville de la banlieue sud de Tunis située à 25 kilomètres du centre-ville. Elle est rattachée au gouvernorat de Ben Arous.
Elle est le chef-lieu d'une délégation et constitue en 2014 une municipalité de 31 810 habitants réunissant la ville elle-même mais aussi les villes de Borj Cédria et de Bir El Bey.
Cette ville côtière — chott en arabe signifie « plage » — située au fond du golfe de Tunis était une station balnéaire réputée.
Elle subit, le 1er octobre 1985, un bombardement par l'armée de l'air israélienne qui tentait de détruire le quartier-général du leader palestinien Yasser Arafat. Ce dernier n'est pas atteint, mais il y a 68 victimes et une centaine de blessés tunisiens et palestiniens. Un cimetière et une place à Hammam Chott rappellent cette attaque baptisée opération Jambe de bois.